# Taylor Ledge
Die Taylor Ledge ist ein auffällig abgeflachter Bergrücken mit abrupt abfallenden Hängen an der Nord- und Südseite im westantarktischen Ellsworthland. Sie liegt zwischen dem Gebirgskamm Boyce Ridge und Mount Shinn an der Westseite der Sentinel Range des Ellsworthgebirges. Die höheren Lagen der Formation sind von Eis bedeckt. Höchste Erhebung ist der 3373 m hohe Knutzen Peak am nördlichen Ende.
Das Advisory Committee on Antarctic Names benannte 2006 das Objekt nach dem Ehepaar Thomas N. Taylor und Edith L. Taylor von der University of Kansas, die als Paläobotaniker im Rahmen des United States Antarctic Program zwischen den 1980er Jahren und 2004 an der Untersuchung pflanzlicher Fossilien aus dem Transantarktischen Gebirge arbeiteten.